# بش‌عاقل (آرتوین)
بش‌عاقل (به ترکی استانبولی: Beşağıl) یک منطقهٔ مسکونی در ترکیه است که در آرتوین واقع شده‌است. بش‌عاقل ۱۸۸ نفر جمعیت دارد.